# Villa des Arts (Paris)

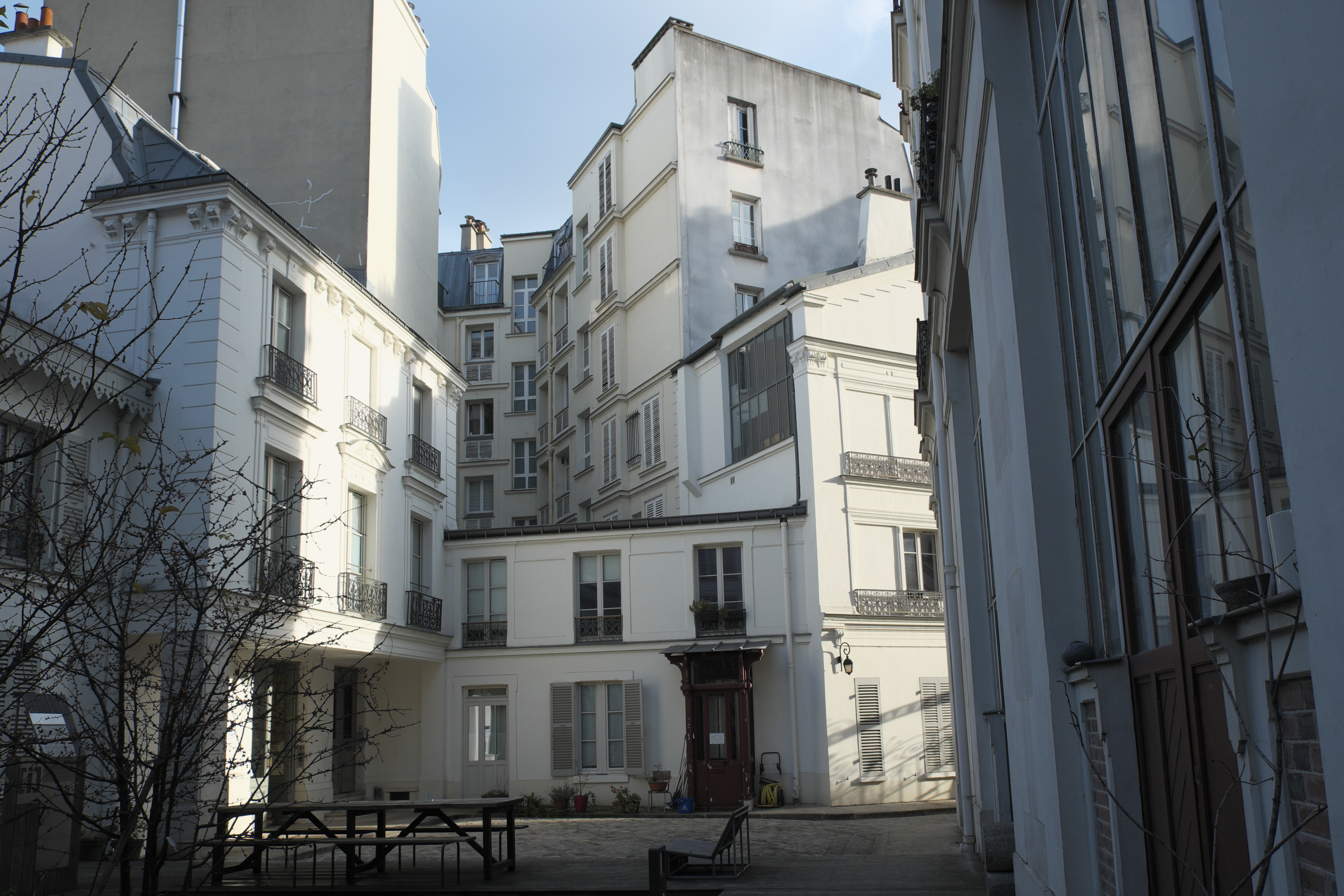
Villa des Arts

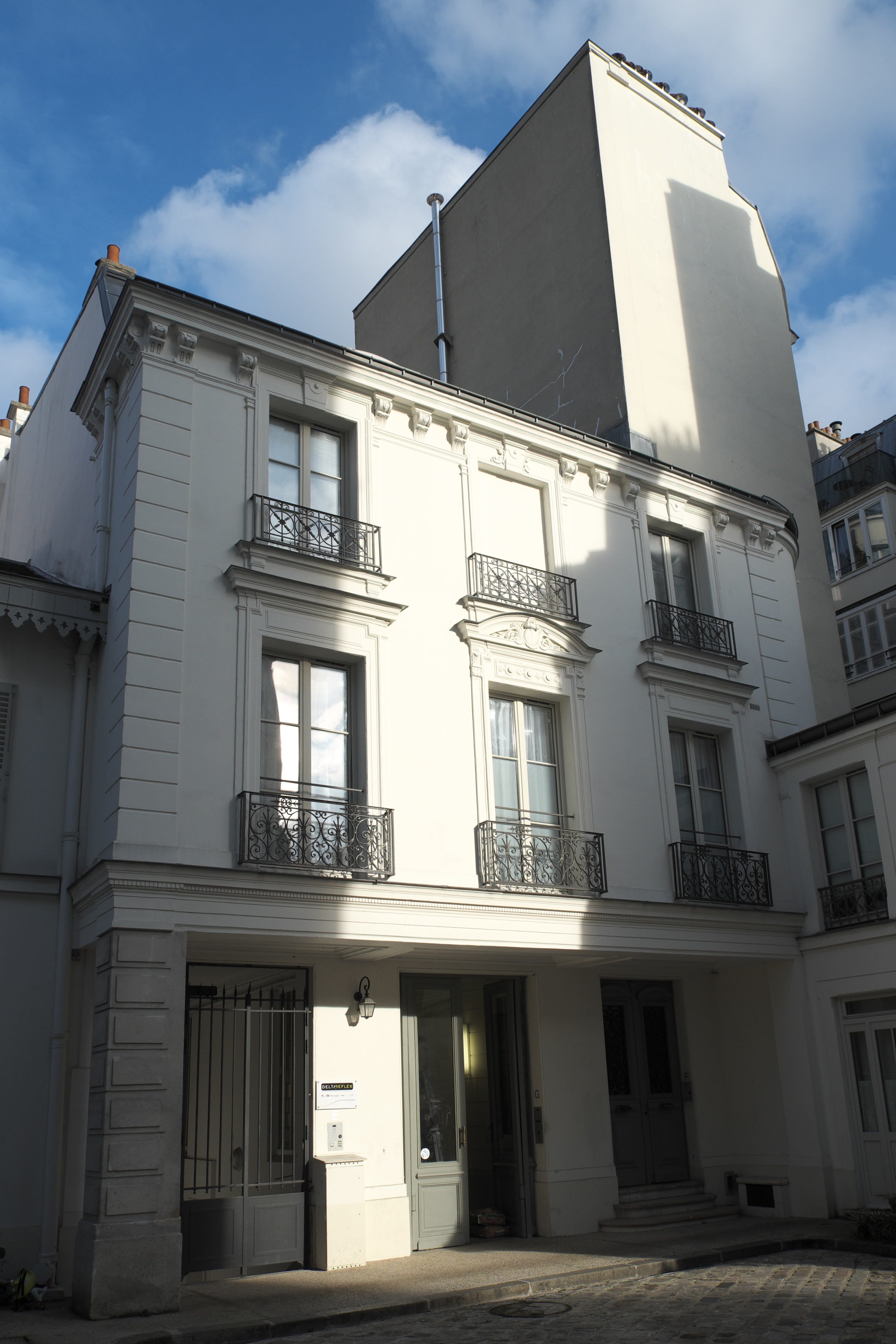
Gebäude gegenüber der Hofeinfahrt

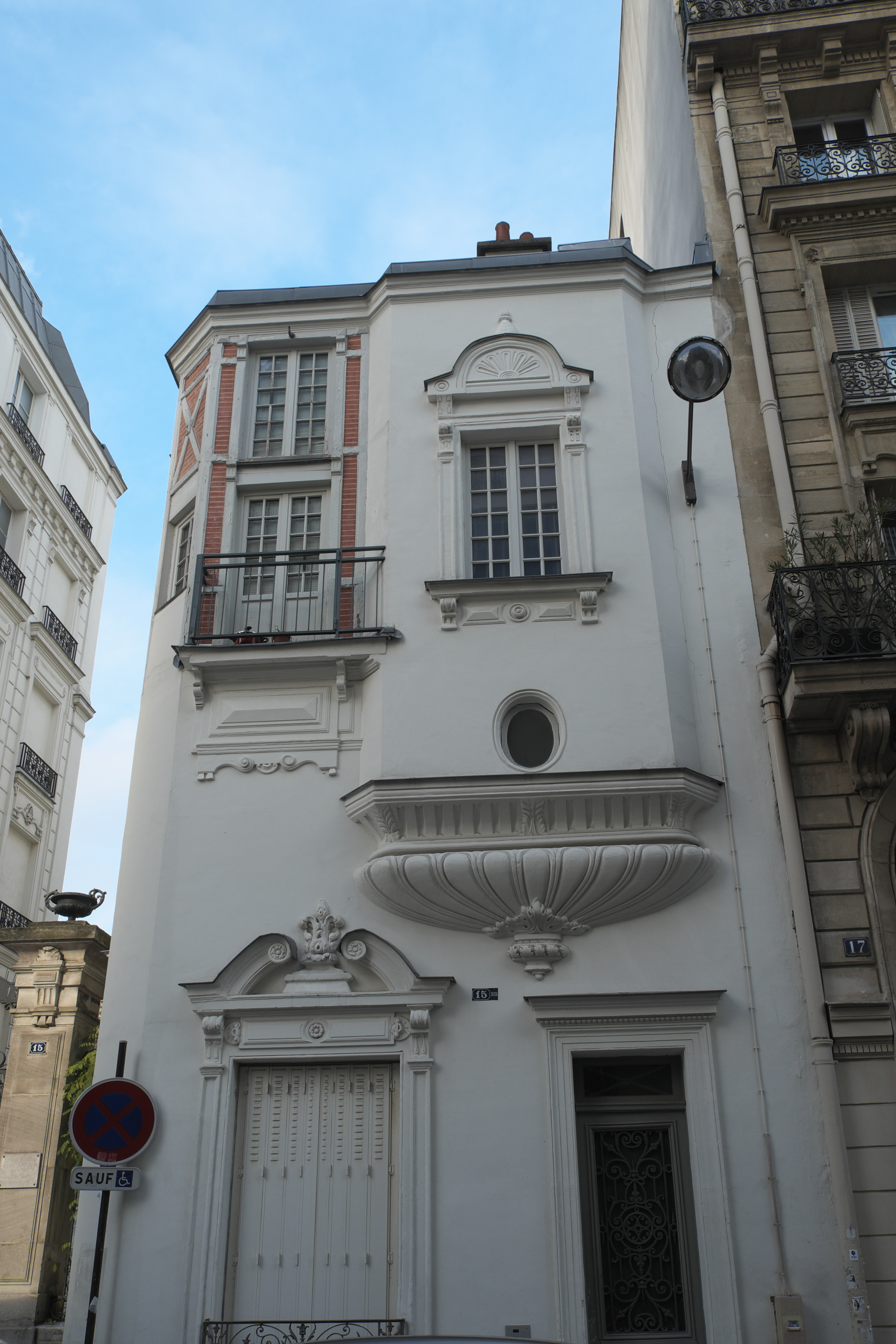
Gebäude an der Rue Hégésippe-Moreau

Die Villa des Arts (Villa der Künste) ist ein Ensemble von Künstlerateliers im 18. Arrondissement in Paris, das Ende des 19. Jahrhunderts errichtet wurde. Der Eingang befindet sich an der Rue Hégésippe-Moreau Nr. 15. Die nächsten Metrostationen sind La Fourche der Linie 13 und Place de Clichy der Linie 2. Die um mehrere Innenhöfe mit Gärten gruppierten Wohnungen und Ateliers wurden im Jahr 1994 als Monument historique in die Liste der Liste der Baudenkmäler in Frankreich aufgenommen.

## Geschichte

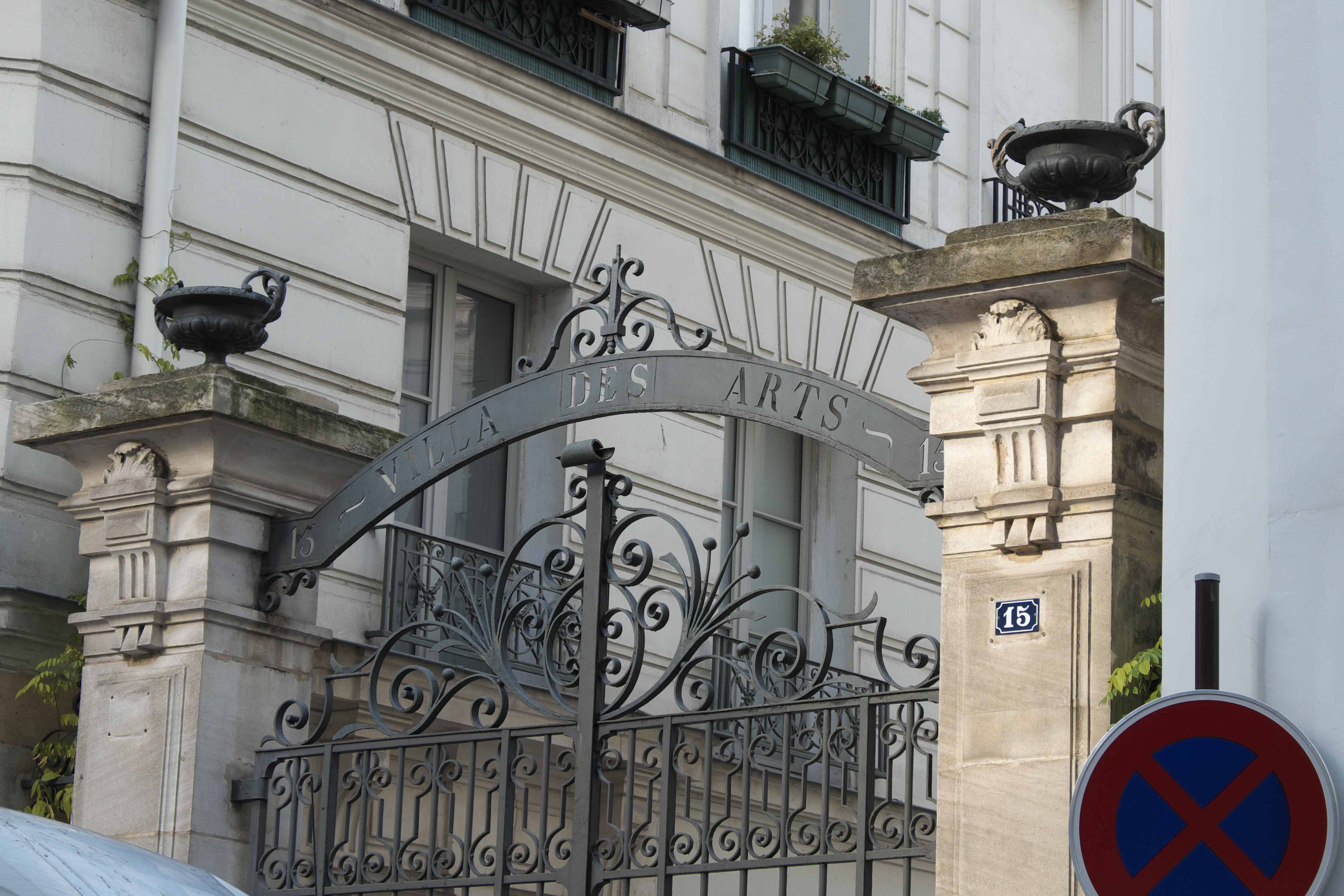
Einfahrt

Bereits im 18. Jahrhundert hatten Künstler die Erlaubnis erhalten, sich auf einer vom Friedhof Montmartre abgetrennten Parzelle niederzulassen. Als ab 1850 das Viertel der sogenannten Grandes Carrières, der großen Gipssteinbrüche am Fuße von Montmartre, neu angelegt und bebaut wurde, beschlossen die damaligen Besitzer des Grundstücks, Desmichel und Guéret, an der Stelle der alten Künstlerbehausungen neue Ateliers und Wohnungen zu errichten. In den Jahren 1888 bis 1890 entstand unter der Leitung des Architekten Henri Cambon eines der bedeutendsten Ensembles von Künstlerateliers des 19. Jahrhunderts, deren Gebäude bis heute erhalten sind. In den Ateliers haben berühmte Künstler wie Eugène Carrière, Paul Cézanne, Auguste Renoir, Paul Signac, Louis Marcoussis, Francis Picabia, Henri de Toulouse-Lautrec, Jean und Raoul Dufy gewohnt und gearbeitet. Zu Besuch kamen Pablo Picasso, Salvador Dalí, Paul Éluard, André Breton, Joan Miro, Gertrude Stein u. a. In den letzten Jahren vor dem Umbau beherbergte die Villa des Arts Nicolas Schöffer (1912–1992), den Vater der kybernetischen Kunst, dessen Atelier im Rahmen der angebotenen Führungen besichtigt werden kann.
Die Villa des Arts diente auch als Drehort für Filme. Federico Fellini nutzte die Villa des Arts für Szenen des Films Die Clowns (I clowns, 1970), Jacques Deray drehte hier den Film Killer stellen sich nicht vor (Trois hommes à abattre, 1980) mit Alain Delon. Auch die Filme Quartett (Quartet, 1981) von James Ivory mit Isabelle Adjani und Die Kunst, verliebt zu sein (Escalier C, 1984) von Jean-Charles Tacchella spielen in der Villa des Arts.
Im Jahr 2007 erwarb die Stadt Paris die Ateliers, um sie vor dem Verfall zu bewahren. Die Immobilienverwaltung der Stadt Paris (Régie Immobilière de la Ville de Paris) ließ die Gebäude renovieren und richtete 47 Künstlerateliers und 36 Sozialwohnungen ein. 2012 waren die Arbeiten abgeschlossen. Der Verein La Ville A des Arts organisiert Besichtigungen der Villa, Künstler können in den Räumen Ausstellungen und Workshops anbieten. Vier Wohnungen werden ausländischen Künstlern zur Verfügung gestellt, die sich dafür bewerben können.

## Architektur
Ein Tor mit einem schmiedeeisernen Gitter führt zu einem der Innenhöfe, um den verschiedene zur Villa des Arts gehörenden Gebäude gruppiert sind. Um Kosten zu sparen, wurden beim Bau Materialien von Gebäuden der Weltausstellung von 1889 wiederverwendet. Auch die prächtige Treppe des dreistöckigen Gebäudes in diesem Hof hinter dem Eingangstor stammt aus einem Weltausstellungspavillon. Die Gebäude zur Rue Ganneron und zum Friedhof von Montmartre sind mit abgestuften, nach Osten gerichteten Fensterfronten ausgestattet und bieten einen bestmöglichen Lichteinfall.

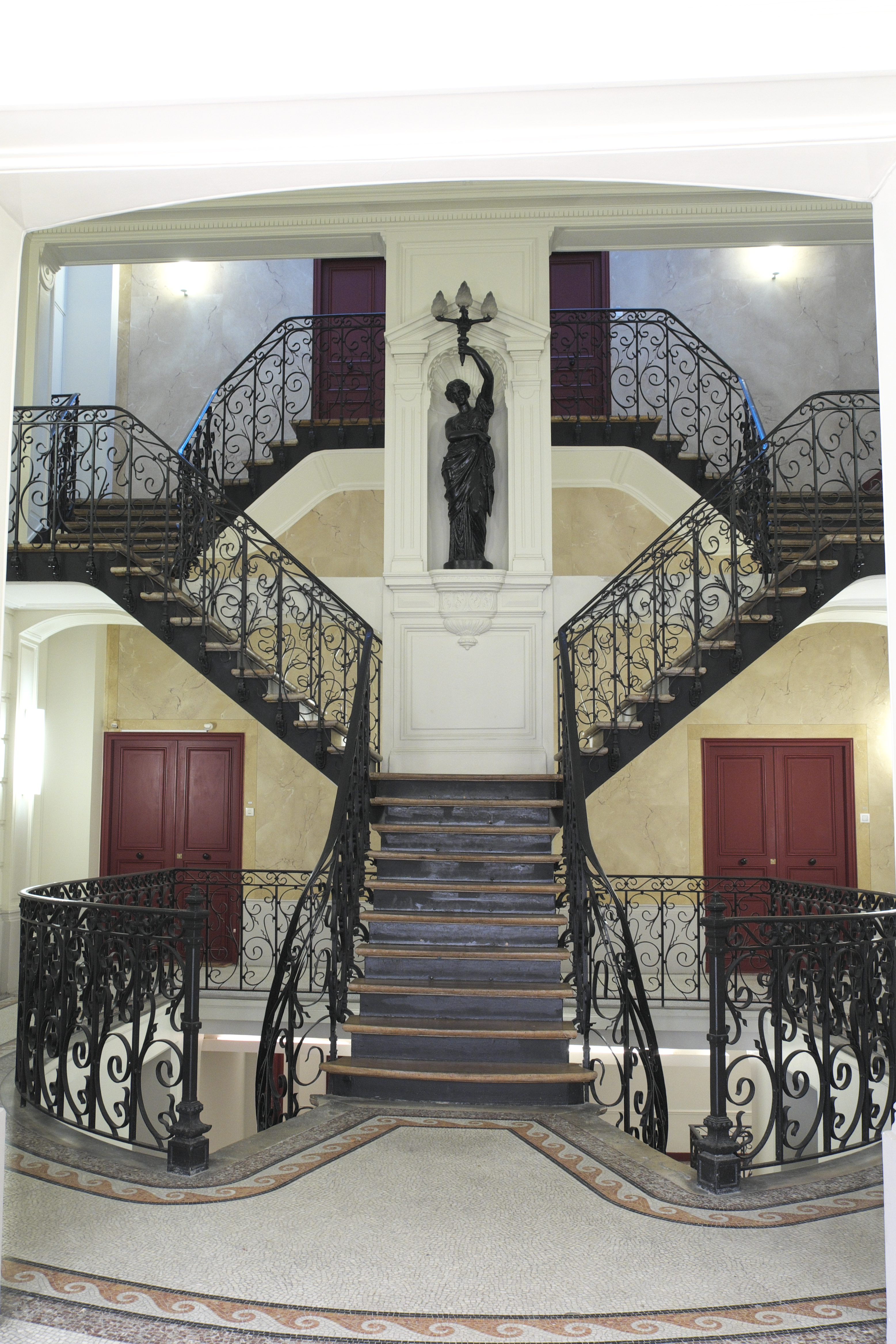
Treppenhaus
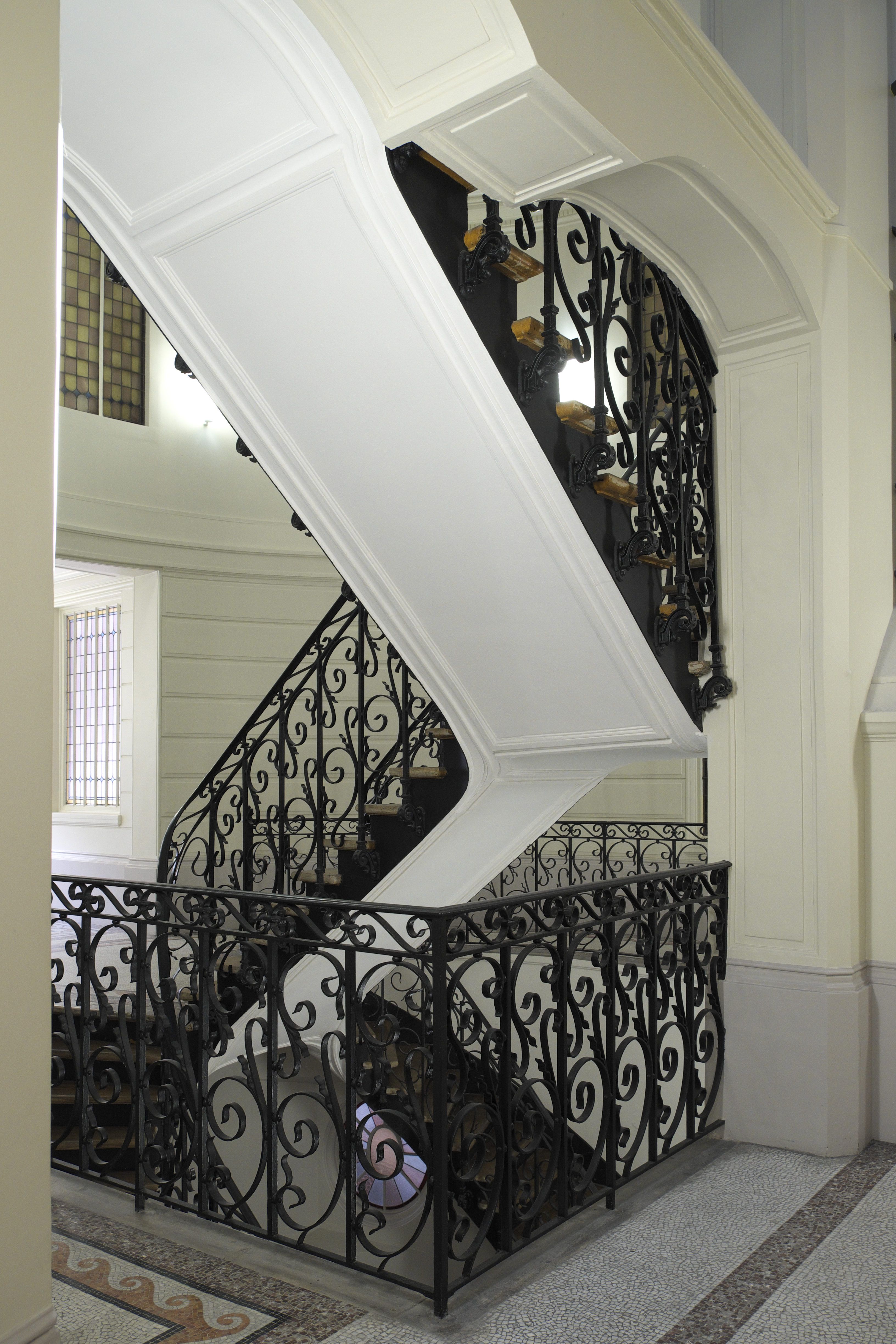
Treppenhaus
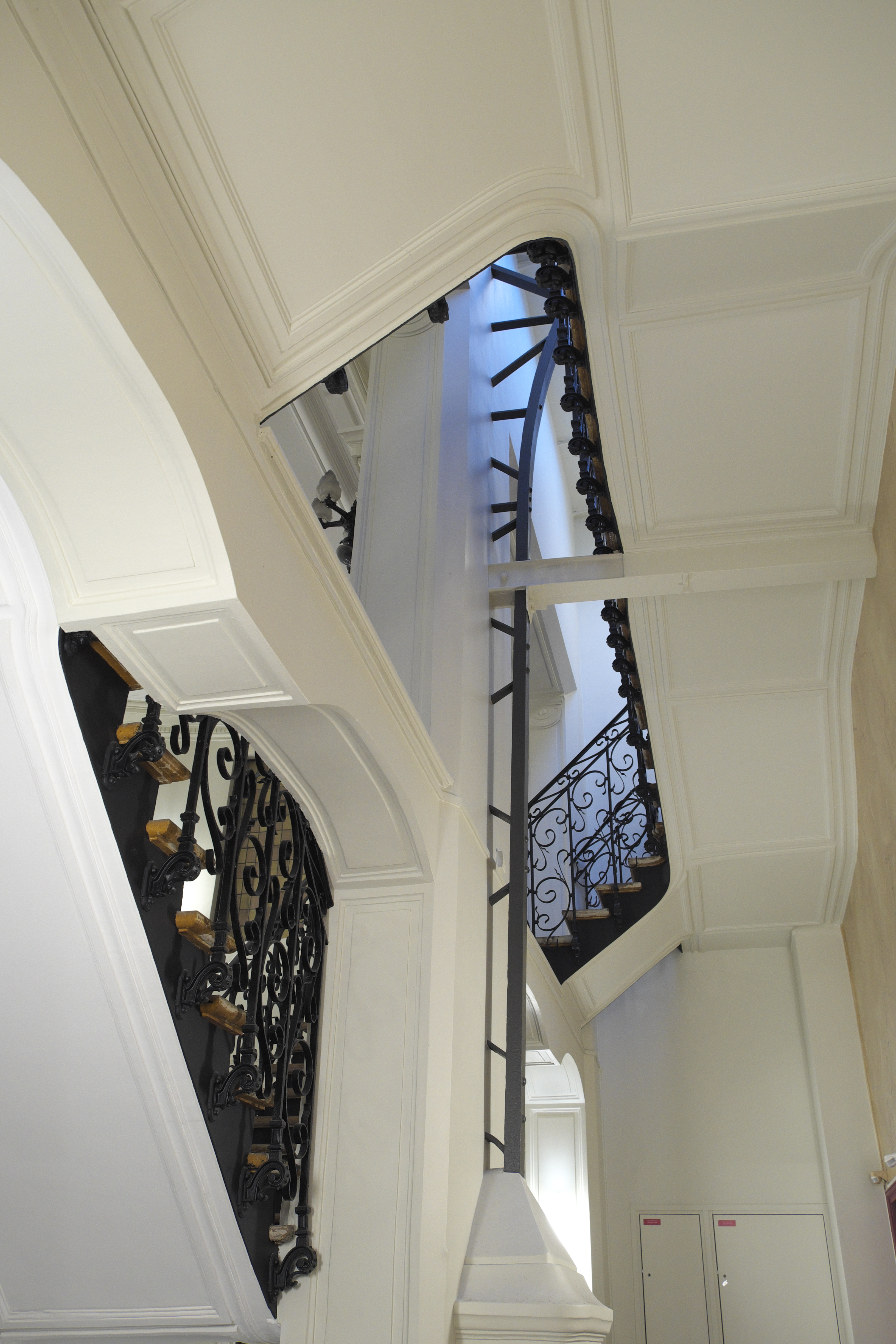
Treppenhaus
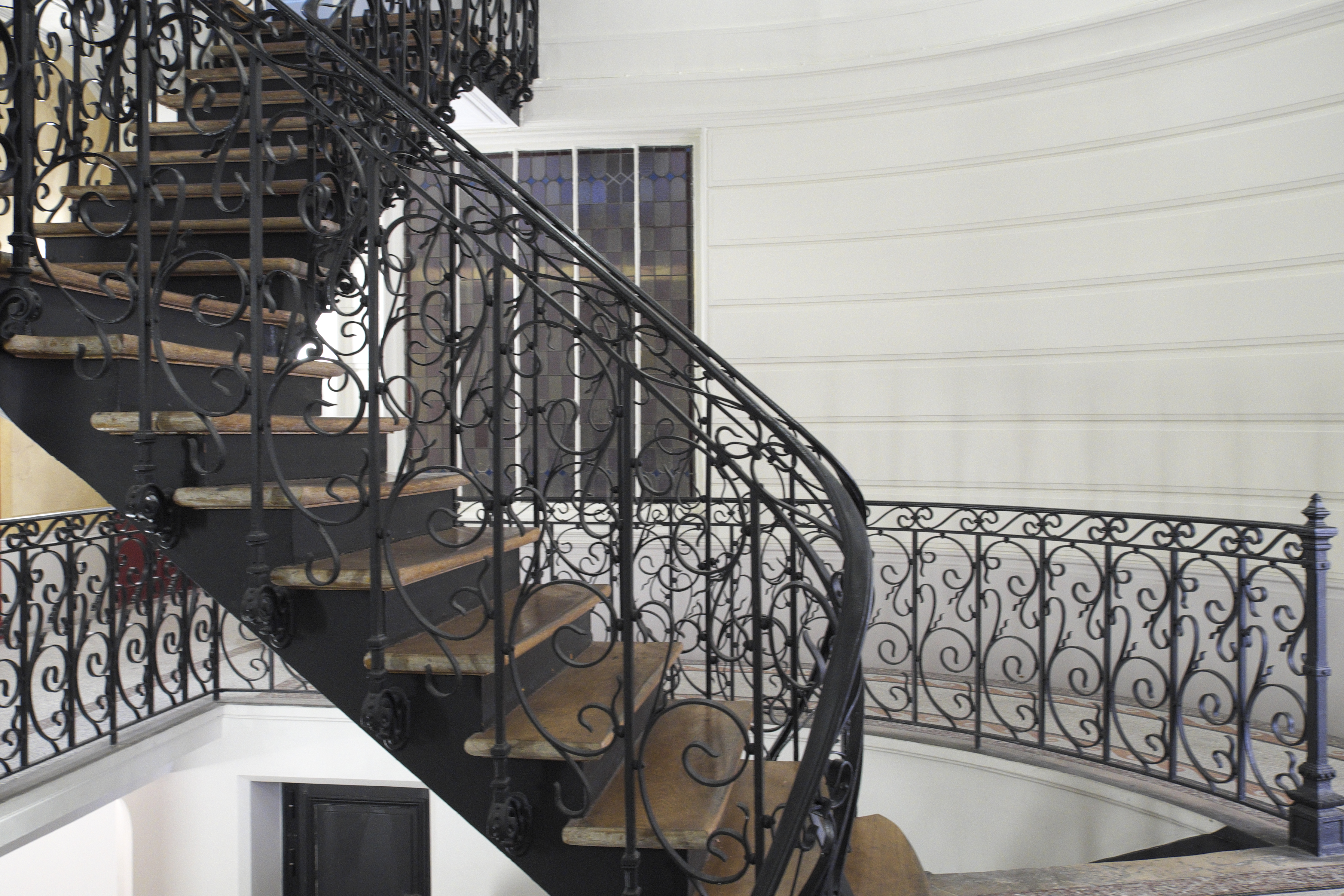
Treppenhaus